# Unbelievable (24kGoldn)
Unbelievable è un singolo del rapper statunitense 24kGoldn pubblicato il 29 aprile 2020.

## Video musicale
Il videoclip del brano è stato pubblicato sul canale ufficiale del rapper.

## Tracce
1. Unbelievable – 2:27